# Au-Klasse
Die Au-Klasse ist eine Klasse von Küstenmotorschiffen der Reederei Erwin Strahlmann in Brunsbüttel. Die aus 17 Einheiten bestehende Klasse wurde zwischen 1998 und 2007 auf der Werft Slovenské Lodenice in Komárno, Slowakei, gebaut. Sie wurden von der Werft als Typ „Rhine“ bezeichnet. 2020 und 2021 wurden die Schiffe an verschiedene andere Reedereien verkauft.

## Beschreibung
Die Schiffe werden von einem Dieselmotor angetrieben, der über ein Untersetzungsgetriebe auf einen Festpropeller wirkt.
Bei den Schiffen der Klasse kamen unterschiedliche Motorenbaumuster zum Einsatz. Die ersten drei Schiffe wurden mit einem Deutz-Dieselmotor des Typs SBV 6 M 628 mit 1.500 kW Leistung ausgestattet. Für die Stromerzeugung stehen drei MAN-Dieselgeneratoren des Typs D 2866 E mit jeweils 115 kW Leistung zur Verfügung. Für den Hafen- und Notbetrieb wurde ein Deutz-Dieselgenerator des Typs F6L912 mit 47 kW Leistung verbaut.
Alle folgenden Schiffe bekamen einen MaK-Hauptmotor des Typs 8M20 mit 1520 kW Leistung. Für die Stromerzeugung stehen hier entweder drei MAN-Dieselgeneratoren des Typs D 2866 E, diesmal mit jeweils 130 kW Leistung, oder drei Sisu-Dieselgeneratoren des Typs 620 DSRG zur Verfügung. Für den Hafen- und Notbetrieb wurde entweder ein Cummins-Dieselgenerator des Typs 4BT3.9 mit 49 kW Leistung oder ein Sisu-Dieselgenerator des Typs 320 DSG verbaut.
Die Schiffe verfügen über ein elektrisch angetriebenes Bugstrahlruder mit 185 kW Leistung.
Das Deckshaus befindet sich achtern. Vor dem Deckshaus befindet sich der Laderaum. Die Abmessungen des Laderaums unterscheiden sich teilweise leicht. Er ist 55,75 m lang und 10,20 m breit oder 56,55 m lang und 10,20 m breit. Die Höhe des Raums beträgt 8,15 m. Der Laderaum der Schiffe ist boxenförmig und wird mit hydraulisch betriebenen Faltlukendeckeln verschlossen. Die Schiffe sind mit zwei Schotten ausgerüstet. Die Tankdecke kann mit 15 t/m2, die Lukendeckel mit 1,6 t/m2 belastet werden.
Die beiden Schiffsmasten können zur Unterquerung von Brücken geklappt werden.

## Schiffe
| Au-Klasse | Au-Klasse | Au-Klasse  | Au-Klasse                                        | Au-Klasse                                    |
| Bauname   | Baunr.    | IMO-Nummer | Kiellegung Stapellauf Ablieferung                | Umbenennungen und Verbleib                   |
| --------- | --------- | ---------- | ------------------------------------------------ | -------------------------------------------- |
| Eider     | 2949      | 9197399    | 12. Juni 1998 23. August 2002 19. Februar 2003   | 2021: Moseltal, 2022: Bellingshausen         |
| Pinnau    | 2950      | 9199139    | 12. Juni 1998 25. Oktober 2002 22. Februar 2003  | 2021: Huntetal, 2022: C. Rigel               |
| Krückau   | 2951      | 9199141    | 12. Juni 1998 9. Mai 2003 31. Juli 2003          | 2021: Neckartal, 2023: C. Atlas              |
| Arlau     | 2952      | 9192650    | 23. April 1998 18. März 2004 19. Mai 2004        | 2021: Margot                                 |
| Rodau     | 2954      | 9313656    | 12. Juni 1998 27. April 2004 17. Juni 2004       | 2021: Marcus                                 |
| Mühlenau  | 2955      | 9313668    | 12. Juni 1998 4. August 2004 15. Oktober 2004    | 2020: Wesertal                               |
| Norderau  | 2956      | 9313670    | 25. Juni 1998 24. Februar 2005 23. Juni 2005     | 2020: Isartal                                |
| Bekau     | 2959      | 9197454    | 2. Juni 1998 15. August 2005 27. Oktober 2005    | 2021: Umbau zum Selbstlöscher Hav Vestlandia |
| Ostenau   | 2958      | 9280706    | 25. Juni 1998 15. Juni 2005 17. August 2005      | 2020: Umbau zum Selbstlöscher Hav Nordlandia |
| Süderau   | 2957      | 9313682    | 25. Juni 1998 2. Mai 2005 8. Juli 2005           | 2021: Ruhrtal                                |
| Bramau    | 2960      | 9280677    | 25. Juni 1998 10. Oktober 2005 5. Januar 2006    | 2020: Maintal                                |
| Linnau    | 2961      | 9280689    | 25. Juni 1998 1. März 2006 24. Juli 2006         | 2020: Marant                                 |
| Steinau   | 2962      | 9280691    | 25. Juni 1998 6. September 2006 3. Dezember 2006 | 2021: Emilia, 2023: My Rhapsody              |
| Luhnau    | 2963      | 9213595    | 15. Juni 1998 8. November 2006 1. Februar 2007   | 2021: Bering                                 |
| Jevenau   | 2965      | 9356866    | 21. Mai 1998 22. Februar 2007 5. Juli 2007       | 2021: Barents                                |
| Kossau    | 2966      | 9356878    | 21. Mai 1998 11. Juli 2007 24. September 2007    | 2020: Emstal                                 |
| Ohlau     | 2967      | 9375903    | 3. Juni 1998 22. August 2007 28. Oktober 2007    | 2021: Rheintal                               |

Die Schiffe fuhren unter der Flagge von Antigua und Barbuda mit Heimathafen St. John’s. Infolge von Verkäufen kamen sie teilweise unter andere Flaggen.